# 舒托縣
舒托縣（英語：Chouteau County）是美國蒙大拿州中北部的一個縣。面積10,352平方公里。根據美國2000年人口普查，共有人口5,970人。治所本頓堡 (Fort Benton)。
成立於1865年2月2日，是該州原始的九個縣之一。縣名紀念早期的毛皮商Pierre Chouteau, Sr.及其子Pierre Chouteau, Jr.。